# Llista d'aerolínies d'Estònia
La següent és una llista de les aerolínies que actualment operen a Estònia:
| Aerolínia                  | IATA | OACI | Indicatiu    | Fundació |
| -------------------------- | ---- | ---- | ------------ | -------- |
| Airest                     | LS   | AEG  | AIREST CARGO | 2001     |
| Avies                      | U3   | AIA  | AVIES        | 1991     |
| Enimex                     | -    | ENI  | ENIMEX       | 1994     |
| Estonian Air               | OV   | ELL  | ESTONIAN     | 1991     |
| Panaviatic                 | -    | VPC  | SOLAR        | 2009     |
| Smartlynx Airlines Estonia |      | MYX  | TALLINN CAT  | 2013     |